# Ludwig-Engel-Weg 35
Das Gartenhäuschen im Ludwig-Engel-Weg ist ein Bauwerk in Darmstadt.

## Geschichte und Beschreibung
Das zweigeschossige klassizistische Gartenhaus wurde in der Mitte der ersten Hälfte des 19. Jahrhunderts erbaut.
Architekt war wahrscheinlich Georg Moller.
Typische klassizistische Merkmale sind:
- das durchlaufende Gesims
- die symmetrisch angeordneten Sprossenfenster mit Klappläden
- das flach geneigte Schieferdach
- auffällig gestaltete Schornsteinköpfe
- verschindelte Fassade

Das Gartenhäuschen diente Prinzessin Elisabeth von Preußen als Sommerhaus.

## Denkmalschutz
Das Gartenhäuschen ist ein typisches Beispiel für den klassizistischen Baustil in Darmstadt.
Aus architektonischen und stadtgeschichtlichen Gründen ist das Gebäude ein Kulturdenkmal.